# 陵子の心霊事件簿
『陵子の心霊事件簿』（りょうこのしんれいじけんぼ）は、篠原千絵による日本の漫画作品。

## 概要
小学館『ちゃお』1987年7月号から1991年2月号まで不定期連載された。単行本は全4巻、文庫版全2巻。イメージアルバムも発売された。
霊能力を持つ女子高生・翠川陵子と精神と肉体が分離してしまい白猫ポウに憑依した青年・日下部拓が次々と起こる怪現象を解決していくホラー漫画。その過程で強大な霊の存在が明らかになり、陵子の亡き父の霊に教えられ、単なる偶然ではなく共に戦うべくして生を受けたことを知る。2人には魔を封じる陰（男）と陽（女）という秘密があった。これまでの封ずる者は1人で陰陽の片方が欠けて不完全な封印だったが、今回は陵子と拓の2人で陰陽が揃っている。完全に封印されることを知り、悪霊の群れは焦り執拗に2人を抹殺しようとつけ狙うのだった。

## 登場人物
翠川陵子（みどりかわ りょうこ）
本編の主人公。初登場時は高校１年生。
強い霊能力を持つため無意識に霊を引き寄せてしまうのだが、悪霊に対抗できる力がないので「霊から守る代わりに肉体を探してくれ」という拓との取引に応じて守って貰う。
拓の肉体を見つける過程でお互いの兄と妹がほのぼのカップルとなり、自身と拓がつき合うことで2重に両家を結ぶことになる。
ポウ
陵子の飼い猫でオッドアイ（虹彩異色症）の白猫。
第1話「闇に浮かぶ猫」で夫に殺された女性の死霊により風呂に引きずり込まれ溺死した。その遺体に日下部拓の生き霊が憑依した。ポウの身体を使っている時は、浮遊とテレポートが可能である。右眼が青で左眼が金（銅の黄色）で、日本では"金目銀目"と呼ばれ縁起が良いとされている。死霊に殺されたが、成仏したらしく霊になって化けることはなかった。
作者のお気に入りで、拓が肉体を取り戻して以降も悪霊の群れに細工されたという設定を作り、ポウの肉体を借りる形で活躍する姿を描き続けた。
日下部拓（くさかべ たく）
普通の大学生だったが、ある悪霊によって殺される寸前に肉体と精神が分離してしまい、やむなくポウに乗り移る。陵子の強い霊能力に引き寄せられ、肉体を探すように依頼する。霊を祓う力があるため、霊に襲われる陵子を幾度となく救う。紆余曲折の末、なんとか自身の肉体を取り戻し、猫の体から自分自身の肉体に戻ることが出来た。但し、悪霊達に長らく隠されている間に何か細工をされたらしく、自身の肉体に戻って以降、操られて陵子を殺しかけること数回に及ぶ。そのため、何処にも無い島での最終決戦まで、ポウの遺体に憑依する必要に迫られる。
実は、悪霊に襲撃される以前に「川島みのり」という女性と交際しており、陵子が図書館で手掛かりを探していた時に知り合って、自身も同行する内に記憶の断片が甦る。しかし、小物とはいえ悪霊の群れに憑依された彼女と陵子のどちらかを救う代わりにもう片方を見捨てることになる選択に迫られ、陵子を選んだことで結果的にみのりを見殺しにする形になり、死ぬ直前にみのりの信じられないという絶望の眼差しが脳裏に焼き付く後味の悪い結末が過去の恋の幕引きになった。
余談だが、作者は過去作品「闇のパープル・アイ」の登場人物「小田切貢」を最初、「日下部」という名字にしようと思っていた。が、担当編集者に「『くさかべ』なんて、読みづらい」と却下されてしまい、「いーんだもーん！そのうち、日下部、使ってやるもん！」と公言していた。
翠川愛子（みどりかわ あいこ）
陵子、和也の母。陵子曰く「引っ越し魔」。亡くなった夫のことを今も想っている。数年ぶりに懐かしの我が家に戻った。
翠川和也（みどりかわ かずや）
陵子の兄。拓がポウの体では動きづらい時に、気絶させられて乗り移られることも。
拓の肉体の在り処である山に登った折、テント張り等の登山に通じている杜と家事の得意な自身とで、お互いの得手不得手でカバーし合うことにより意気投合し、ほのぼのカップル誕生となる。
日下部杜（くさかべ もり）
拓の妹でバイクが好きなボーイッシュな女性。
兄の失踪中に、勝手に彼の貯金を使い込んでおり、ポウの遺体を借りていた時にそれを知って激怒した拓に、元の肉体に戻った後で凄まじい雷が落とされたのは明白である。
当初は陵子と拓を狙う悪霊に取り憑かれ襲い掛かったが、解決後は陵子の良き協力者、親友に。拓の肉体が封じられた山に登る過程で、お互いの得意分野で意気投合した和也とハートが乱れ飛ぶラブラブカップルに。
陵子の父
陵子、和也の父親。
陵子が4歳の時に死別した。だが、ずっと家族を見守り続けて「なつかしい足音」で引っ越し魔の妻に連れられ陵子らが自宅に戻って来た或る夜、警告を発した。かなり強力な霊能力を有しており、幾度となく2人を助け、最終決戦の際に強大な霊の存在や2人の誕生日に秘められた意味を教えた。
ネロ
陵子が雨の日に出会った黒い仔猫だが、悪霊が乗り移っており、母と兄を操って陵子とポウに襲い掛かる。解決後は翠川家の一員に。
1年前、拓を襲って精神と肉体が分離してしまった原因の悪霊と同一の存在が憑依しており、悪霊どもは彼を殺したつもりでいた。

## 書籍情報

### 単行本
篠原千絵『陵子の心霊事件簿』小学館〈ちゃおフラワーコミックス / 小学館漫画文庫〉、全4巻 / 全2巻
各話タイトル
1 闇に浮かぶ猫
2 校庭（キャンパス）に浮かぶ顔
3 闇の呼ぶ声‐PART1‐ / ‐PART2‐
4 白猫の夜‐PART1‐ / ‐PART2‐
5 影たちの祭り
6 なつかしい足音
7 影の棲む心
8 猫の還る日‐PART1‐ / ‐PAR2‐ / ‐PART3‐
9 再生の日
10 ファイナル・バトル

### 小説
飛鳥めいがノベライズを行い、小学館パレット文庫から刊行された。タイトルは『小説陵子の心霊事件簿』。全2巻。
1. 1993年4月出版 ISBN 978-4094203714
2. 1993年5月出版 ISBN 978-4094203721

## イメージアルバム
篠原千絵オリジナルアルバム『陵子の心霊事件簿』が1992年にポニーキャニオンから発売されている。楽曲のボーカルは須藤まゆみがつとめている。